# Ejido los Rodríguez
Ejido los Rodríguez är en ort i Mexiko.   Den ligger i kommunen San Diego de la Unión och delstaten Guanajuato, i den centrala delen av landet, 280 km nordväst om huvudstaden Mexico City. Ejido los Rodríguez ligger 2 000 meter över havet och antalet invånare är 194.
Terrängen runt Ejido los Rodríguez är en högslätt. Runt Ejido los Rodríguez är det ganska glesbefolkat, med 38 invånare per kvadratkilometer. Närmaste större samhälle är San Diego de la Unión, 12,5 km nordväst om Ejido los Rodríguez. Omgivningarna runt Ejido los Rodríguez är i huvudsak ett öppet busklandskap.